# Telema guihua
Espèce
Telema guihua est une espèce d'araignées aranéomorphes de la famille des Telemidae.

## Distribution
Cette espèce est endémique du Guizhou en Chine,. Elle se rencontre dans la grotte Mahuang dans le xian de Suiyang à Zunyi.

## Description
Le mâle holotype mesure 1,24 mm et la femelle paratype 1,16 mm.

## Publication originale
- Lin & Li, 2010 : Long-legged cave spiders (Araneae, Telemidae) from Yunnan-Guizhou plateau, southwestern China. Zootaxa, no 2445, p. 1-34.